# Karla Borger
Karla Borger (ur. 22 listopada 1988 w Heppenheim) – niemiecka siatkarka plażowa. 
W 2013 zdobyła srebrny medal na Mistrzostwach Świata w Starych Jabłonkach grając z Brittą Büthe, a rok później zostały mistrzyniami Niemiec. W 2016 roku zdobyła srebrny medal na Mistrzostwach Europy oraz wystąpiła na Igrzyskach Olimpijskich w Rio de Janeiro, gdzie przegrały mecz w 1/8 finału z brazylijską parą Larissą França i Talitą Antunes. Po tym jak jej partnerka porzuciła siatkówkę plażową, grała z Margaretą Kozuch do 2018 roku. Następnie jej współzawodniczką była Julia Sude, z którą wygrała Mistrzostwa Niemiec w 2019 roku oraz zdobyła trzecie miejsce na Mistrzostwach Europy w 2021 roku.
Karla jest córką Corduli Pütter, mistrzyni Europy z 1995 roku.
Borger gra w stroju i korzysta z produktów firmy Adidas.